# Franjo Dramac
Franjo Dramac (* 4. September 1996) ist ein kroatischer Fußballspieler.

## Karriere
Dramac begann seine Karriere beim SV Bad Ischl im österreichischen Bad Ischl. 2010 wechselte er zum ESV Wels. 2012 schloss er sich dem SV Gmunden an. Im August 2012 debütierte er für Gmunden in der OÖ Liga, als er am ersten Spieltag der Saison 2012/13 gegen die Union Dietach in der 90. Minute für Andreas Pühringer eingewechselt wurde. Seine ersten beiden Treffer in der OÖ Liga erzielte er im Mai 2013 bei einer 3:2-Niederlage gegen den SK Vorwärts Steyr.
Zur Saison 2014/15 wechselte er zum Regionalligisten Union Vöcklamarkt. Sein erstes Spiel in der Regionalliga absolvierte er im August 2014, als er am ersten Spieltag jener Saison gegen den ATSV Wolfsberg in der 69. Minute für Pascal Stöger ins Spiel gebracht wurde. Bis Saisonende kam er zu 18 Spielen in der Regionalliga, in denen er ohne Treffer blieb. Allerdings musste er mit Vöcklamarkt in die OÖ Liga absteigen.
Daraufhin schloss er sich im Sommer 2015 dem Regionalligisten USK Anif an. Nachdem er bis zur Winterpause der Saison 2015/16 nur einmal für Anif zum Einsatz gekommen war, kehrte er im Jänner 2016 zu seinem Jugendklub Bad Ischl zurück.
Zur Saison 2016/17 wechselte er ein zweites Mal zum SV Gmunden. Für Gmunden absolvierte er in jener Saison 29 Spiele in der OÖ Liga, in denen er elf Tore erzielen konnte. Im Sommer 2017 schloss er sich dem Ligakonkurrenten WSC Hertha Wels an. Für Hertha Wels kam er in der Saison 2017/18 in allen 30 Spielen zum Einsatz und machte dabei 20 Tore. Zudem stieg er mit dem Verein in die Regionalliga auf.
Daraufhin wechselte er zur Saison 2018/19 zum Zweitligisten FC Blau-Weiß Linz. Sein Debüt in der 2. Liga gab er im Juli 2018, als er am ersten Spieltag jener Saison gegen den SC Wiener Neustadt in der 90. Minute für Manuel Hartl eingewechselt wurde. Nach der Saison 2018/19 verließ er BW Linz und kehrte zum viertklassigen SV Bad Ischl zurück.